# Stephan Bachmann
Stephan Bachmann (* 4. Juli 1979) ist ein ehemaliger Schweizer Basketballspieler.

## Laufbahn
Der aus Dietlikon stammende Bachmann spielte Fussball, ehe er sich dem Basketballsport widmete. Der 2,07 Meter grosse Innenspieler trat mit dem BC Wetzikon in der Nationalliga A an.
1999 ging Bachmann in die Vereinigten Staaten, spielte und studierte bis 2003 an der Weber State University im US-Bundesstaat Utah. Er wurde schnell Mitglied der Anfangsaufstellung Weber States, seinen besten Punktedurchschnitt in seiner Zeit in den Vereinigten Staaten erreichte Bachmann während des Spieljahres 1999/2000 mit 10,8 je Begegnung. Zu seinen Nebenleuten in der Hochschulmannschaft gehörte sein Landsmann Marc Thürig.
2003 kehrte Bachmann in sein Heimatland zurück und war in den Spieljahren 2003/04 sowie 2004/05 Mitglied des Nationalligisten Lausanne Morges Basket. Hernach wechselte er zum BBC Monthey. Später war er Mitglied von GC Zürich, zuletzt im Spieljahr 2016/17 in der Nationalliga B.
Bachmann war Schweizer Nationalspieler.